# Kansas City Film Critics Circle Award/Bester Science-Fiction-, Fantasy- oder Horrorfilm
Der Kansas City Film Critics Circle Award für den besten Science-Fiction-, Fantasy- oder Horrorfilm ist ein seit 2005 jährlich verliehener Filmpreis des Kansas City Film Critics Circle. Offizieller Titel des Preises ist: Vince Koehler Award for Best Science Fiction, Fantasy or Horror Film. Vincent „Vince“ Koehler war jahrelang Mitglied der Kritikervereinigung gewesen.

## Preisträger

### 2000er
| Jahr | Sieger                                                     |
| ---- | ---------------------------------------------------------- |
| 2005 | King Kong                                                  |
| 2006 | Pans Labyrinth                                             |
| 2007 | Sweeney Todd – Der teuflische Barbier aus der Fleet Street |
| 2008 | The Dark Knight                                            |
| 2009 | District 9                                                 |

### 2010er
| Jahr | Sieger                 |
| ---- | ---------------------- |
| 2010 | Inception              |
| 2011 | Hugo Cabret            |
| 2012 | The Cabin in the Woods |
| 2013 | Her                    |
| 2014 | The Babadook           |
| 2015 | Ex Machina             |